# Czerwony Strumień (potok)
Czerwony Strumień (czes. Červený potok, niem. Rothflössel) – potok górski w Sudetach Środkowych na południowej granicy z Czechami w Górach Bystrzyckich, w powiecie kłodzkim, w woj. dolnośląskim.
Górski potok o długości około 7 km, należący do zlewiska Morza Północnego, lewy dopływ Dzikiej Orlicy. Źródła położone na wysokości około 706 m n.p.m., na południowo-zachodnim zboczu góry Kamyk w Górach Bystrzyckich na północny zachód od miejscowości Kamieńczyk. Potok w górnym biegu spływa płytką, szeroką doliną przez wyludnioną wieś Czerwony Strumień. W dolnym biegu potok płynie częściowo lasem w kierunku Lesicy, gdzie wpada do Dzikiej Orlicy na poziomie 510 m n.p.m. (w tym właśnie miejscu odbijającej od granicy). 
Koryto potoku w dolnym biegu kamieniste z małymi progami skalnymi. Potok od źródła do ujścia płynie w kierunku północno-zachodnim, przez większą część biegu potoku przebiega na nim granica z Czechami. Jest to potok górski zbierający wody z południowo-zachodnich i północno-wschodnich zboczy doliny, położonej w południowo-wschodniej części Gór Bystrzyckich. Potok nieuregulowany, o wartkim prądzie wody. W okresach wzmożonych opadów i wiosennych roztopów nie stwarza zagrożenia powodziowego.
Ważniejsze dopływy
- dopływami potoku jest kilka małych strumieni bez nazwy.